# Остин, Шакира
Шакира Остин (англ. Shakira Austin; родилась 25 июля 2000 года, Фредериксберг, Виргиния, США) — американская профессиональная баскетболистка, которая выступает в женской национальной баскетбольной ассоциации за клуб «Вашингтон Мистикс», которым она была выбрана на драфте ВНБА 2022 года в первом раунде под третьим номером. Играет на позиции центровой и тяжёлого форварда.

## Ранние годы
Шакира родилась 25 июля 2000 года в городе Фредериксберг, штат Виргиния, в семье Дэвида Остина и Джессики Кинг, у неё есть пять младших братьев и сестёр, а училась она в баптистской средней школе Ривердейл, штат Мэриленд, в которой играла за местную баскетбольную команду.